# Imposibila poveste de dragoste

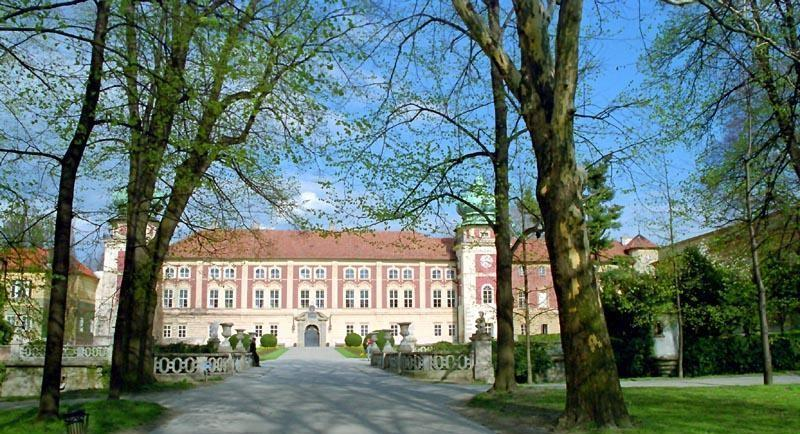
Castelul din Łańcut

Imposibila poveste de dragoste (în poloneză Trędowata, în traducere „Leproasa”) este un film melodramatic polonez din 1976, regizat de Jerzy Hoffman. El este cea de-a treia adaptare cinematografică a popularului roman Trędowata (1909) al Helenei Mniszkówna.
Filmările au avut loc la castelul din Łańcut, castelul Książ, în satul Nowa Wieś de lângă Grójec și în palatul din Nieznanowice lângă Włoszczowa.
Acest film s-a bucurat de o popularitate considerabilă în rândul spectatorilor și telespectatorilor și a fost vizionat de 9.834.145 de spectatori în cinematografele din Polonia, ceea ce-l plasează pe locul 9 în topul celor mai vizionate filme poloneze din Polonia.

## Rezumat
La începutul secolului al XX-lea, tânăra și săraca Stefania Rudecka, guvernanta Luciei Elzonowska din palatul familiei Michorowski, trezește pasiunea tânărului și chipeșului nobil Waldemar, nepotul proprietarului moșiei, Maciej Michorowski. În urmă cu mai mulți ani, Maciej se îndrăgostise de bunica Stefaniei, dar fusese obligat să se despartă de ea din cauza diferenței de clasă socială. 
În ciuda rezistenței interne, Stefania se îndrăgostește de Waldemar, deși înțelege că diferența de clasă dintre ei îi împiedică să aibă o căsătorie legală și acceptată social. Hotărâtă să renunțe la locul de muncă bine plătit și să fugă, Stefania este oprită de stăpânul moșiei, care, nevrând să o piardă, îi propune o căsătorie morganatică cu nepotul lui. Spre deosebire de bunicul sau, Waldemar sfidează înalta societate și o declară pe Stefania mireasa lui. În timp ce participă la un bal de curte organizat special în cinstea viitoarei nunți, Stefania Rudecka este respinsă ca „leproasă” de către musafirii cu origine aristocratică, care se simt jigniți de prezența ei și de favorurile pe care i le arată stăpânul casei. Intrată într-o stare de șoc, Stefania fuge din castel pe ploaie și moare după o scurtă boală.

## Distribuție
- Elżbieta Starostecka⁠(d) — Stefania („Stefcia”) Rudecka, guvernanta Luciei Elzonowska
- Leszek Teleszyński⁠(d) — Waldemar Michorowski
- Jadwiga Barańska⁠(d) — contesa Idalia Elzonowska, mătușa lui Waldemar
- Czesław Wołłejko — Maciej Michorowski, bunicul lui Waldemar
- Lucyna Brusikiewicz — Lucia Elzonowska
- Irena Malkiewicz⁠(d) — prințesa Podhorecka, bunica lui Waldemar
- Anna Dymna — contesa Melania Barska, fiica contelui Barski
- Gabriela Kownacka⁠(d) — Rita Szylinżanka
- Mariusz Dmochowski — contele Barski, tatăl Melaniei
- Piotr Fronczewski⁠(d) — contele Trestka
- Zbigniew Józefowicz — Rudecki, tatăl Stefaniei
- Barbara Drapińska⁠(d) — Rudecka, mama Stefaniei
- Janusz Bylczyński⁠(d) — un aristocrat
- Andrzej Mrożewski⁠(d) — Wizemberg
- Wiesława Kwaśniewska⁠(d) — Wizembergowa
- Ryszard Ostałowski⁠(d) — prințul Daniecki
- Józef Para⁠(d) — contele Ćwilecki
- Hanna Stankówna⁠(d) — contesa Ćwilecka
- Andrzej Piszczatowski⁠(d) — contele Morykoni
- Zygmunt Wiaderny⁠(d) — un aristocrat
- Zdzisław Szymborski⁠(d) — un aristocrat

## Producție
În roman, Stefania Rudecka are 20 de ani, iar Waldemar Michorowski are 32 de ani. În film, actrița Elżbieta Starostecka⁠(d) are 33 de ani, iar Leszek Teleszyński⁠(d) are 29 de ani. În film, într-una dintre scene, personajul principal citește o poezie de Adam Mickiewicz „К М...” (în film sună într-o versiune puternic modificată).

## Lansare
Imposibila poveste de dragoste a fost lansat pe 29 noiembrie 1976 în cinematografele din Polonia. El s-a bucurat de o popularitate considerabilă în rândul cinefililor polonezi și a fost vizionat de 9.834.145 de spectatori, ceea ce-l plasează pe locul 9 în topul celor mai vizionate filme poloneze din Polonia.
Filmul a fost vizionat de 28,1 milioane de spectatori în URSS.